# Hedyscepe
Genre
Classification phylogénétique
Espèces de rang inférieur
- Hedyscepe canterburyana

Hedyscepe est un genre de plantes à fleurs de la famille des Arecaceae (les palmiers). Il comprend une seule espèce, Hedyscepe canterburyana, endémique de l'île de Lord Howe en Australie.

## Classification
- Sous-famille des Arecoideae
  - Tribu des Areceae
    - Sous-tribu des Rhopalostylidinae [1]

 Hedyscepe  partage sa sous-tribu avec un seul autre genre : Rhopalostylis  .

## Espèces

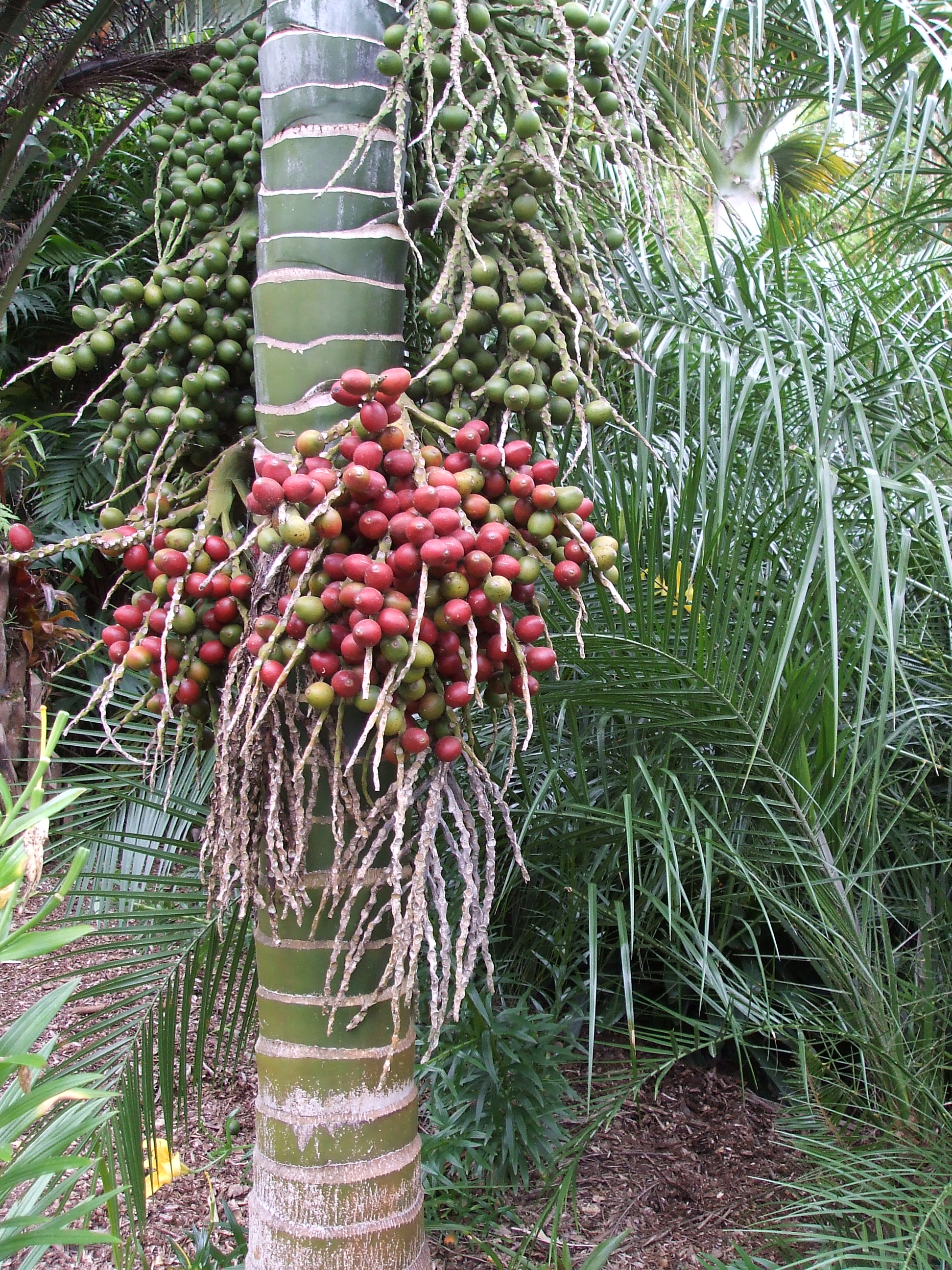
Fruits et stipe du Hedyscepe canterburyana

- Hedyscepe canterburyana